# هاجيمي أويدا
هاجيمي أويدا (باليابانية: ウエダハジメ) هو رسام توضيحي ومانغاكا ياباني، ولد في القرن العشرين.

## روابط خارجية
- هاجيمي أويدا على موقع ANN person (الإنجليزية)